# Scytalopus frankeae
A Scytalopus frankeae a madarak osztályának verébalakúak (Passeriformes) rendjébe és a fedettcsőrűfélék (Rhinocryptidae) családjába tartozó faj.

## Rendszerezése
A fajt Kenneth V. Rosenberg, Tristan J. Davis, Gary H. Rosenberg, Peter A. Hosner, Mark B. Robbins, Thomas Valqui H. és Daniel F. Lane írták le 2020-ban.

## Előfordulása
Andokban, Peru területén honos.

## Természetvédelmi helyzete
Az elterjedési területe kicsi. A Természetvédelmi Világszövetség Vörös listáján nem szerepel.